# Claudia Kim
Kim Soo-hyun (sinh ngày 25 tháng 1 năm 1985), còn được gọi là Claudia Kim, là một nữ diễn viên, người mẫu Hàn Quốc. Cô xuất hiện lần đầu vào tháng 11 năm 2006 khi tham gia bộ phim truyền hình "Queen of the Game".
Kim xuất hiện lần đầu trong làng giải trí khi cô giành chiến thắng trong một cuộc thi người mẫu vào năm 2005, và tiếp tục xuất hiện trong các vai phụ trong bộ phim Brain (2011) và 7th Grade Civil Servant (2013), cũng như vai chính trong Standby (2012). Kim được chú ý đến trong Marco Polo (2014) và Avengers: Age of Ultron (2015).
Kim thủ vai Nagini trong bộ phim Sinh vật huyền bí: Tội ác của Grindelwald năm 2018.
Kim sinh ra ở Seoul, Hàn Quốc nhưng đã sống 6 năm tuổi thơ ở Mỹ trước khi trở về Hàn Quốc. Ước mơ của cô ở trường cấp hai là trở thành một luật sư quốc tế, và ở trường trung học, cô hy vọng trở thành một người dẫn chương trình truyền hình.

## Các phim đã đóng

### Phim
| Năm  | Tiêu đề                                     | Vai trò         | Ghi chú    | Ref.                                            |
| ---- | ------------------------------------------- | --------------- | ---------- | ----------------------------------------------- |
| 2015 | Avengers: Age of Ultron                     | Helen Cho       |            | [ 9 ] [ 10 ] [ 11 ] [ 12 ] [ 13 ] [ 14 ] [ 15 ] |
| 2015 | Equals                                      | The Collective  | Voice role | [ 16 ]                                          |
| 2017 | The Dark Tower                              | Arra Champignon |            | [ 17 ]                                          |
| 2018 | Fantastic Beasts: The Crimes of Grindelwald | Nagini          |            | [ 18 ] [ 19 ] [ 20 ]                            |

### Phim truyền hình
| Năm       | Tiêu đề                 | Vai trò       | Network | Ref.   |
| --------- | ----------------------- | ------------- | ------- | ------ |
| 2006–2007 | Queen of the Game       | Park Joo-won  | SBS     |        |
| 2010      | The Fugitive: Plan B    | Sophie        | KBS2    |        |
| 2011      | Romance Town            | Hwang Joo-won | KBS2    |        |
| 2011–2012 | Brain                   | Jang Yoo-jin  | KBS2    |        |
| 2012      | Standby                 | Kim Soo-hyun  | MBC     |        |
| 2013      | 7th Grade Civil Servant | Kim Mi-rae    | MBC     | [ 21 ] |
| 2014–2016 | Marco Polo              | Khutulun      | Netflix | [ 22 ] |
| 2016      | Monster                 | Yoo Sung-ae   | MBC     | [ 23 ] |

## Giải thưởng và đề cử
| Năm  | Giải thưởng                    | Thể loại                                     | Đề cử trong phim  | Kết quả   | Ref.   |
| ---- | ------------------------------ | -------------------------------------------- | ----------------- | --------- | ------ |
| 2005 | Korea-China Supermodel Contest | —                                            | —                 | 1st Place |        |
| 2006 | 14th SBS Drama Awards          | New Star Award                               | Queen of the Game | Đoạt giải | [ 24 ] |
| 2012 | 12th MBC Entertainment Awards  | Excellence Award, Actress in a Comedy/Sitcom | Standby           | Đoạt giải |        |